# South Hetton
South Hetton är en ort och civil parish i Storbritannien.   Den ligger i kommunen Durham i riksdelen England, i den centrala delen av landet, 400 km norr om huvudstaden London. South Hetton ligger 119 meter över havet och antalet invånare är 2 561.
Terrängen runt South Hetton är platt. Runt South Hetton är det tätbefolkat, med 636 invånare per kvadratkilometer. Närmaste större samhälle är Sunderland, 11,8 km norr om South Hetton. Trakten runt South Hetton består i huvudsak av gräsmarker.